# Золотарник канадский
Золота́рник кана́дский (лат. Solidágo canadénsis) — многолетнее травянистое растение; вид рода Золотарник семейства Астровые, или Сложноцветные (Asteraceae).

## Название
Научное название рода Solidago образовано от лат. solidare — «заживлять», «укреплять», «лечить» (или solidus — «крепкий», «плотный»), и agere — «побуждать к действию», «делать», что связано с лекарственными свойствами золотарника обыкновенного (Solidago virgaurea). Русскоязычное «золотарник» — от прилагательного «золотой», по золотисто-жёлтым корзинкам цветков. «Золотая розга», а также англ. golden-rod, нем. Goldrute — переводы лат. virgaurea (virga — «розга», «прут», aurea — «золотистая»), названия, использованного для обозначения золотарника обыкновенного Каспаром Баугином и, в качестве видового эпитета, Карлом Линнеем. Это название связано с жёсткими прутьевидными стеблями растения и окраской корзинок.
Видовой эпитет canadensis — «канадский» является топонимом по основному природному ареалу произрастания вида.

## Ботаническое описание

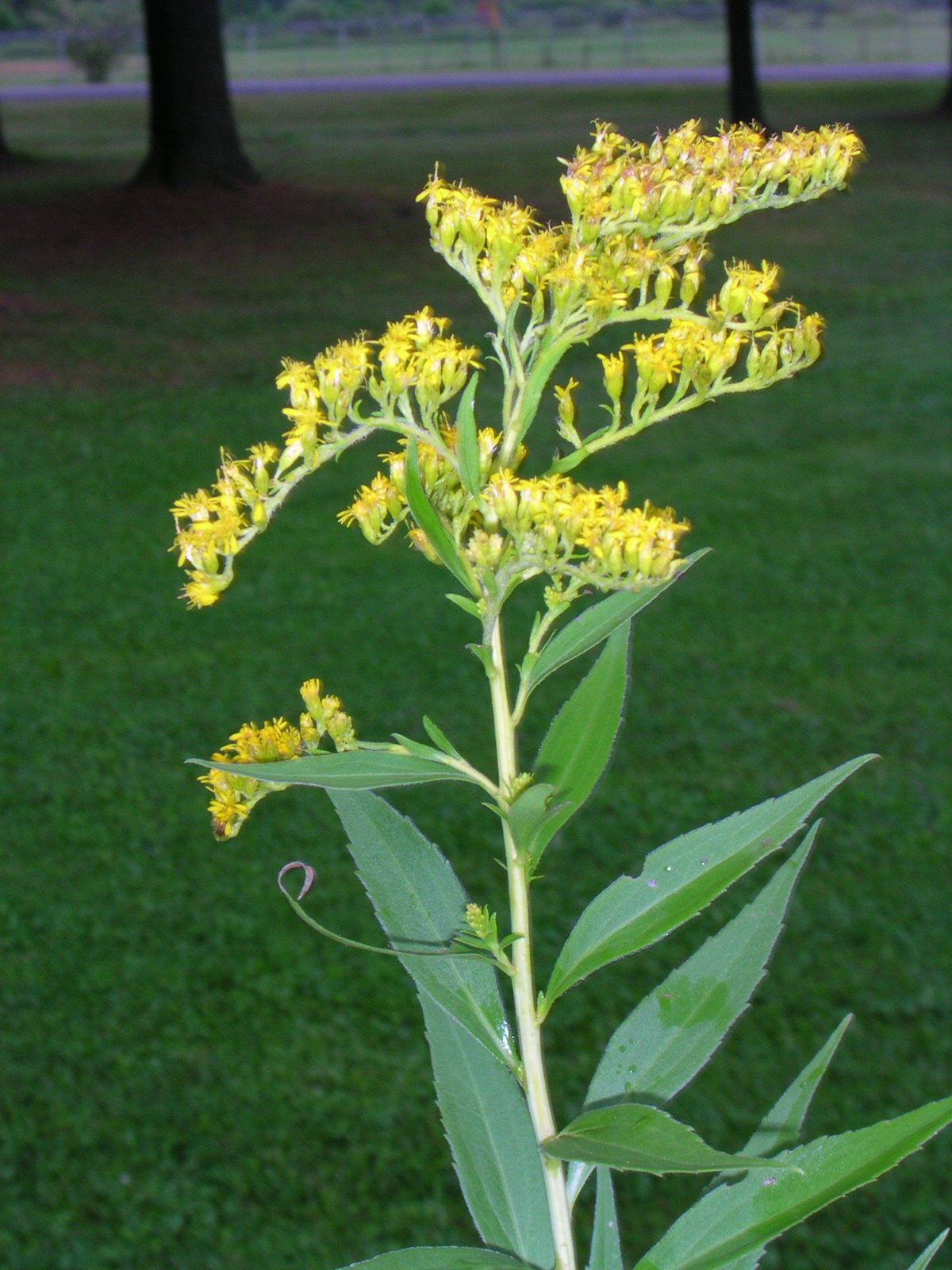
Соцветие

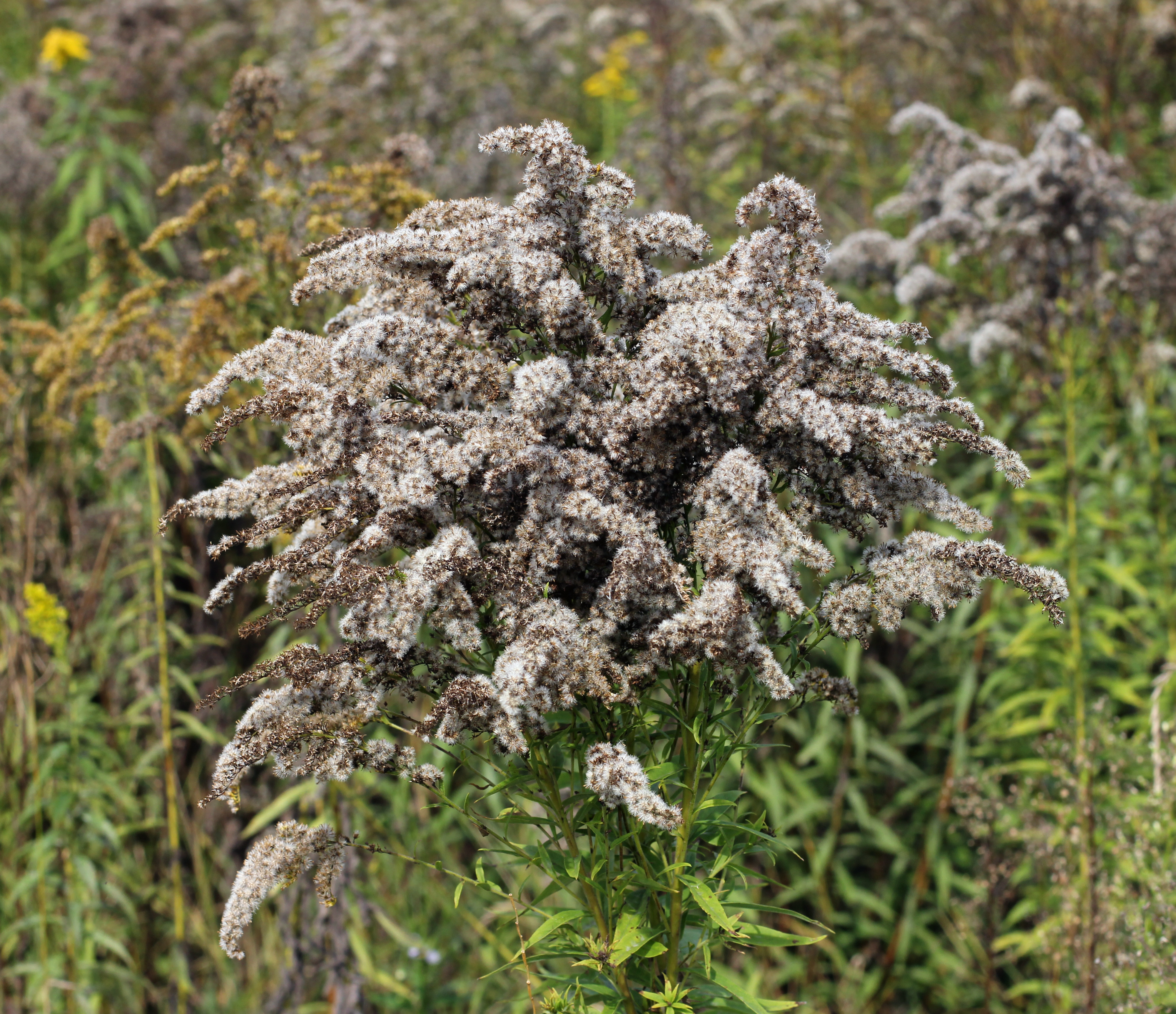
Растение со зрелыми семенами

Многолетнее травянистое растение высотой 50—200 см с горизонтальным корневищем.
Стебли прямостоячие, обычно простые, опушённые.
Листья очерёдные, ланцетные, по краям пильчато-зубчатые, снизу опушённые, с верхней стороны обычно голые, большей частью отклонённые. Листовые пластинки с одной парой хорошо развитых боковых жилок, отходящих в нижней части средней жилки и идущих затем почти параллельно ей к верхушке листа.
Корзинки гетерогамные на ножках свыше 1 мм длиной, мелкие, многочисленные, собраны в однобокие дугообразно изогнутые кисти, образующие общее верхушечное широкометельчатое соцветие пирамидальной формы. Обвёртки чашевидные, 2—3 мм длиной. Цветки жёлтые, краевые ложноязычковые, срединные трубчатые, обоеполые. Язычки пестичных цветков 1—2 мм длиной, выступающие из чашевидных обёрток. Венчик трубчатых цветков сростнолепестный, правильный с пятью мелкими лопастями 2,4—2,8 мм длиной. Тычинок пять, прикреплённых к трубке венчика, пыльники склеены между собой. Гинецей из двух плодолистиков, столбик с двумя рыльцами, завязь нижняя.
Плоды — цилиндрические семянки без эндосперма, с буроватым хохолком из многочисленных волосков, способствующих распространению плодов.
Цветёт в июле — сентябре, семянки созревают в августе — октябре.

## Географическое распространение
Общее распространение: Северная Америка (восток Канады, США, северо-восток Мексики); культивируется как декоративное и лекарственное растение и дичает в других внетропических странах.
В Средней России вполне натурализовалось, встречается одичавшим, вероятно, во всех областях. В России является инвазивным видом, угрожающим естественным экосистемам.
Культивируются, а также иногда встречаются одичавшими Solidago serotinoides A.Love et D.Love — золотарник поздний, отличающийся голыми стеблями и листьями, и Solidago altissima L. — золотарник высочайший с густо-волосистыми сверху и снизу листьями и столь же опушённым стеблем.

## Экология, способы размножения и распространения

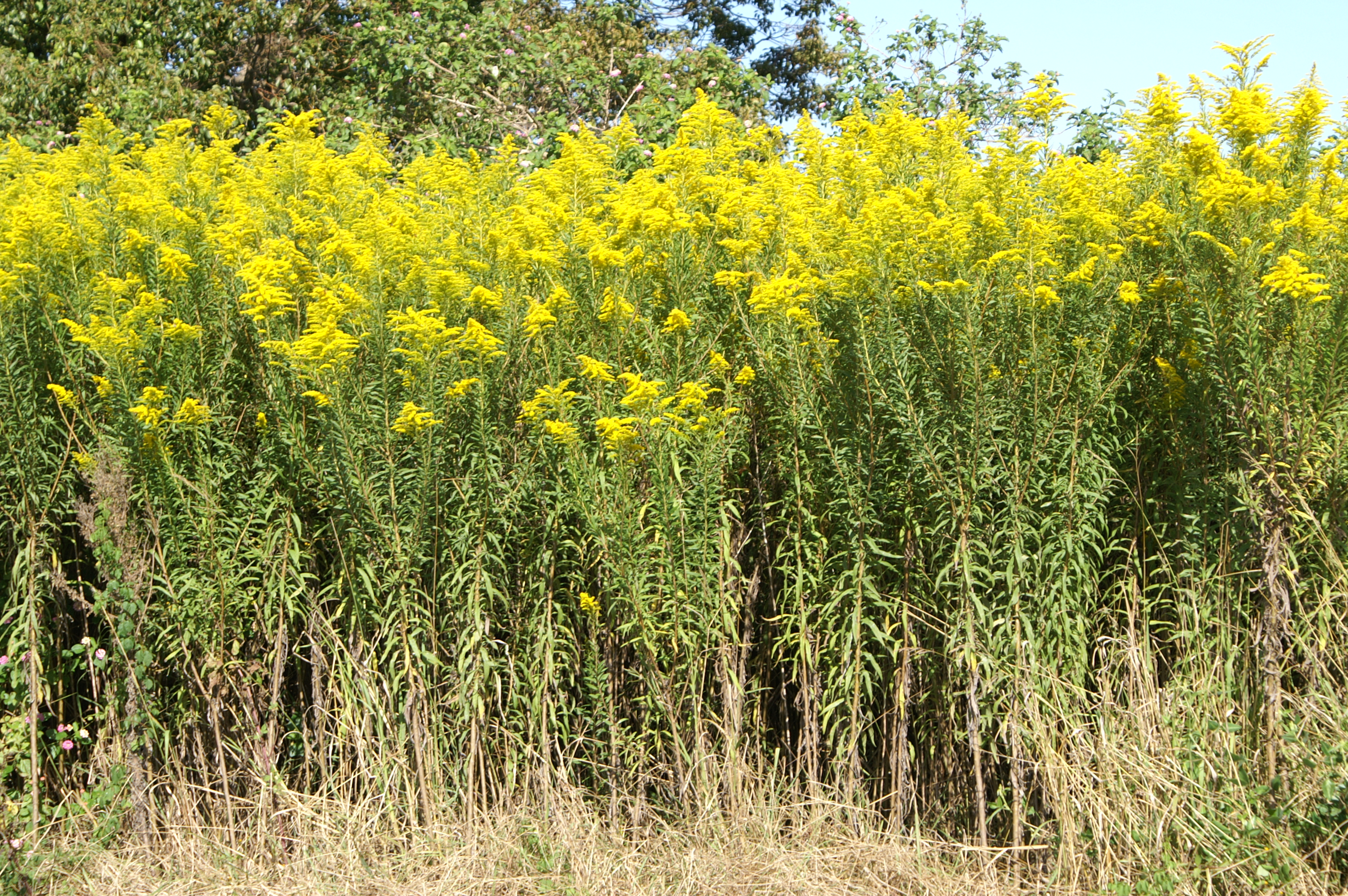

В естественных условиях растёт преимущественно в населённых пунктах и вдоль дорог. Но поскольку он быстро распространяется, то теперь его уже можно встретить где угодно. Попав на определённую территорию, он разрастается и вытесняет другие виды растений. Такая его агрессивность уже создала серьёзнейшие проблемы в Китае, где в ряде провинций он вытеснил десятки местных видов растений.
В культуре золотарник канадский размножают свежесобранными семенами, делением куста или черенкованием. Семена можно высевать без предварительной подготовки ранней весной, а в последующем всходы проредить или рассадить на определённом расстоянии друг от друга, предоставляя им необходимую площадь питания.
После произрастания на одном месте кусты золотарника сильно разрастаются, поэтому через каждые 3-4 года требуется производить их деление. Лучшее время для деления и пересадки — весна, начало отрастания, или ранняя осень. Для размножения сортовых растений используют деление кустов, реже — летнее черенкование.
К почвам золотарник канадский неприхотлив, но лучше развивается на сравнительно тяжёлых и богатых почвах со средней увлажнённостью. Отзывчив на внесение минеральных удобрений (суперфосфата и калийной соли). Во время цветения требует более интенсивного полива, однако застой влаги в грунте может привести к загниванию корней растения и, как следствие, к его гибели. Лучше всего развивается и цветет на солнечных открытых участках, однако неплохо переносит и лёгкое затенение. Очень зимостоек. Под зиму необходима обрезка наземной части на высоте до 15 см.

## Хозяйственное значение
Золотарник канадский используется как декоративное и лекарственное растение.
Для сельскохозяйственных угодий является опасным сорным растением, поскольку его семена разносятся ветром на большие расстояния. Прорастая и распространяясь на лугах и полях золотарник канадский затрудняет произрастание сельскохозяйственных растений и кормовых трав. Кормовой ценностью не обладает. Изредка поедается овцами.

### Медоносное растение
Цветение продолжается со второй половины августа до конца сентября.
Мёдопродуктивность умеренная — в благоприятных условиях может достигать 100—150 кг/га.

### Медицинское применение
В качестве лекарственного сырья используется трава золотарника канадского — Herba Solidaginis canadensis. Собирают траву в начале цветения. Сушат сырьё на воздухе, в тени или сушилках при температуре 50—60 °C. После сушки из сырья удаляют грубые стебли.
Трава золотарника канадского содержит флавоноиды (агликоны: кверцетин, кемпферол, изораментин), кумарины (скополетин, умбеллиферон), оксикоричные кислоты, тритерпеновые соединения, сахара, аминокислоты.
Препараты из травы золотарника канадского обладают выраженным гипоазотемическим и диуретическим действием.
Золотарник канадский входит в состав комплексных препаратов: Марелин (Украина), Фмиолизин (Польша), обладающих спазмолитическим, диуретическим и противовоспалительным действием и используемых при почечнокаменной и мочекаменной болезнях, а также при воспалительных заболеваниях мочевыводящих путей.
В народной медицине золотарник канадский применяется аналогично золотарнику обыкновенному, но обладает примерно в два раза более сильным действием.
В смеси с другими растениями его использует при аденоме простаты и хроническом простатите.

### Декоративное применение
В культуре с 1648 года.
Является родительским видом многочисленных садовых форм, известных в практике цветоводства под сборным названием Золотарник гибридный — Solidago × hybridum hort. (иногда обозначаются как Solidago × arendsii hort. — Золотарник Арендса), очень варьирующих по высоте (есть карликовые формы), величине, форме и оттенкам соцветий, срокам цветения.
Золотарник канадский применяют в групповых, одиночных, опушечных посадках и для срезки. Высокие формы золотарника используются также в оформлении оград и различных хозяйственных построек.
Является отличным стаффажем для композиций в садовом стиле, осенних букетов и любых букетов-связок. Он также хорошо сохнет, являясь, таким образом, идеальным дополнением к сухим букетам.

## Классификация

### Таксономия[8]
Solidago canadensis L. 1753. Sp. Pl. 2: 878; Юзепчук, 1959, Фл. СССР, 25:48; McNeill, 1976, Fl.Europ. 4:110 — Золотарник канадский
Вид Золотарник канадский  относится к роду Золотарник семейства Астровые (Asteraceae) порядка Астроцветные (Asterales). Кладограмма в соответствии с Системой APG IV по состоянию на июнь 2023 года:
|  |                                      |  |                                   |                                   |                    |  | ещё 10 семейств | ещё 10 семейств |                      |  |                         |  | еще 127 подтвержденных видов и 157 таксонов, ожидающих подтверждения | еще 127 подтвержденных видов и 157 таксонов, ожидающих подтверждения |  |
|  |                                      |  |                                   |                                   |                    |  | ещё 10 семейств | ещё 10 семейств |                      |  |                         |  | еще 127 подтвержденных видов и 157 таксонов, ожидающих подтверждения | еще 127 подтвержденных видов и 157 таксонов, ожидающих подтверждения |  |
|  |                                      |  |                                   | порядок Астроцветные              |                    |  |                 |                 | род Золотарник       |  |                         |  |                                                                      |                                                                      |  |
|  |                                      |  |                                   | порядок Астроцветные              |                    |  |                 |                 | род Золотарник       |  | 2 внутривидовых таксона |  |                                                                      |                                                                      |  |
|  | отдел Цветковые, или Покрытосеменные |  |                                   |                                   | семейство Астровые |  |                 |                 | Золотарник канадский |  |                         |  |                                                                      |                                                                      |  |
|  | отдел Цветковые, или Покрытосеменные |  |                                   |                                   |                    |  |                 |                 |                      |  |                         |  |                                                                      |                                                                      |  |
|  |                                      |  | ещё 63 порядка цветковых растений | ещё 63 порядка цветковых растений |                    |  |                 | ещё 1787 родов  | ещё 1787 родов       |  |                         |  |                                                                      |                                                                      |  |
|  |                                      |  |                                   | ещё 63 порядка цветковых растений |                    |  |                 |                 | ещё 1787 родов       |  |                         |  |                                                                      |                                                                      |  |

### Внутривидовые таксоны
- Solidago canadensis var. hargeri Fernald
- Solidago canadensis var. lepida (DC.) Cronquist

### Синонимы
- Aster canadensis  (L.) Kuntze
- Doria canadensis  (L.) Lunell
- Solidago arcuata  Tausch
- Solidago arizonica  Wooton & Standl.
- Solidago bartramiana  Fernald
- Solidago canadensis f. canadensis
- Solidago canadensis subsp. altissima  (L.) O.Bolòs & Vigo
- Solidago canadensis subsp. canadensis
- Solidago canadensis var. arizonica  A.Gray
- Solidago canadensis var. bartramiana  (Fernald) Beaudry
- Solidago canadensis var. canadensis
- Solidago eminens  Bischoff ex A.Gray
- Solidago hirsuta  L'Hér. ex DC.
- Solidago hirsutissima  Mill.
- Solidago hirsutissima var. hirsutissima
- Solidago humilis  Mill.
- Solidago humilis var. humilis
- Solidago longifolia  Schrad.
- Solidago mollis  Rothr.
- Solidago nervosa  Gaterau
- Solidago nutans  Desf.
- Solidago praecox  Moench
- Solidago reflexa  Aiton
- Solidago tournefortii  Tausch

## Дополнительные сведения
В 1863 году золотарнику было присвоено звание национального цветка Конфедеративных Штатов Америки благодаря его серому и жёлтому цветам. В 1895 году золотарник стал официальным цветком штата Небраска, а в 1926 — штата Кентукки.